# Бронепалубные крейсера типа «Кольберг»
Бронепалубные крейсера типа «Кольберг» — тип крейсеров германского императорского флота времён Первой мировой войны. Построено четыре корабля: «Кольберг» (нем. SMS Kolberg), «Майнц» (нем. SMS Mainz), «Кёльн» (нем. SMS Cöln) и «Аугсбург» (нем. SMS Augsburg). В годы войны погибли 2 корабля данного типа, 2 оставшихся «Кольберг» и «Аугсбург» были переданы по репарациям в 1920 году соответственно Франции и Японии.

## История проектирования и особенности конструкции

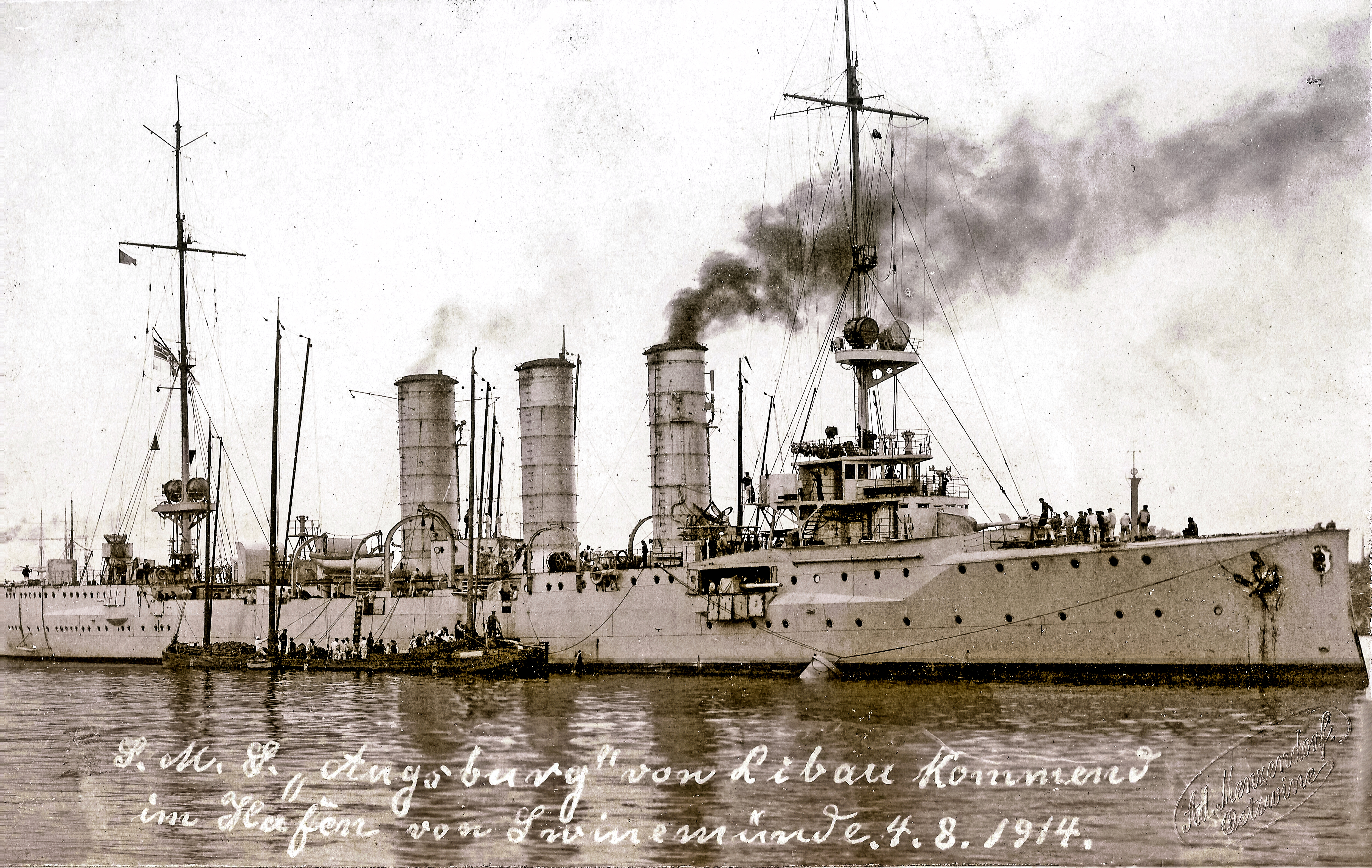
SMS Augsburg 4 августа 1914 года

Строились по программе 1906-1907 годов. Последние бронепалубные крейсера заложенные для германского флота. Являлись развитием кораблей типа «Дрезден». В отличие от прототипа, корабли были больше в размерах, развивали большую скорость и несли усиленное артиллерийское вооружение.
На кораблях данной серии продолжились эксперименты по отработке оптимальной энергетической установки и количества гребных валов. Все несли турбины разных типов: «Кольберг» — фирмы «Мелмс и Пффенигер», «Майнц» — АЭГ «Кертисс», «Кёльн» — завода «Германия», «Аугсбург» — тип Парсонс. «Майнц» имел двухвальную установку и являлся самым скоростным кораблем серии (27,2 уз.), остальные крейсера серии были четырёхвальными.
Эти корабли по многим показателям стали последними в ряду германских малых крейсеров — последние заказанные для германского флота бронепалубные крейсера, последние крейсера имеющие полуют, последние крейсера с таранной формой носа.

### Вооружение
Главный калибр состоял из 12 10,5 см SK L/45 орудий в одиночных установках. Два из них были помещены бок о бок впереди на баке, восемь были расположены в средней части судна, четыре с каждой стороны, и два были помещены бок о бок на корме. Пушки имели максимальную дальность до 12 700 м. Боекомплект составлял 1800—2190 выстрелов. Корабли были также вооружены четырьмя 5,2 см L/55 орудиями с общим боезапасом 2000 выстрелов. Крейсера были оснащены двумя 45 см траверсными подводными торпедными аппаратами с общим запасом из пяти торпед. Кроме того крейсера могли принимать до 100 морских мин.
ПеревооружениеВ 1916—1917 годах «Кольберг», «Аугсбург» были перевооружены на шесть — 15 см орудий с боекомплектом из 900 выстрелов; 1918 году четыре 5,2 см L/55 были заменены двумя 8,8 см зенитками, ТА — на два 500-мм, надводных.

### Бронирование
Броневая палуба являлась главной защитой крейсеров. Горизонтальный участок палубы имел толщину 20-40-20 мм (броневая палуба была 20 мм в корме, 40 мм над силовой установкой и толщиной 20 мм от носа до котельных отделений), скосы опускавшиеся к бортам имели толщину 50-80 мм никелевой брони. Также палуба опускалась к носу и корме крейсера. Боевая рубка имела толщину стенок из Крупповской брони 100 мм, а стальную 20 мм крышу. Щиты орудий главного калибра были толщиной 50 мм.

### Силовая установка

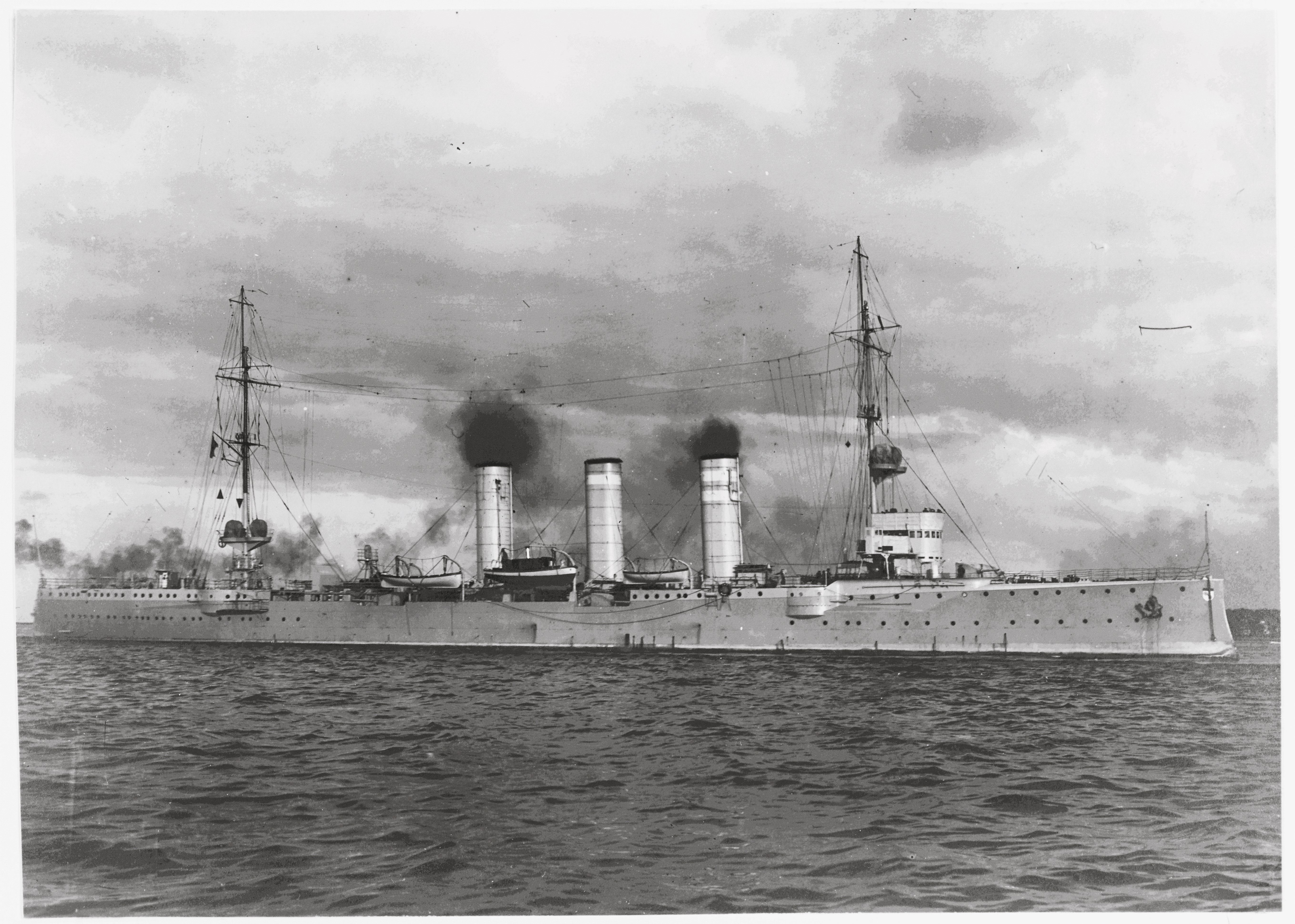
SMS Mainz 19 октября 1910 года

Все четыре корабля имели разные установки, чтобы проверить турбины от конкурирующих компаний. «Кольберг» был оснащён двумя комплектами паровых турбин Melms & Pfenniger вращавших четыре трёхлопастных винта ∅ 2,25 м. «Майнц» был оснащён двумя турбинами AEG-Curtiss вращавших пару трехлопастных винтов ∅ 3,45 м. «Кёльн» сначала имел турбины Zoelly, но до ходовых испытаний, они были заменены двумя наборами турбин Germania с четырьмя трехлопастными винтами; два ∅ 2,55 м, и два ∅ 1,78 м. «Аугсбург» был оборудован двумя наборами турбин Парсонса с четырьмя трёхлопастными винтами ∅ 2,25 м.
Все четыре корабля получили пятнадцать водотрубных котлов военно-морского типа, давлением 16 атм. («Кёльн» 17 атм.) с общей поверхностью нагрева 4500-5070 м², размещённых в четырёх котельных отделениях. В 1916 году, котлы на уцелевших «Кольберг» и «Аугсбург» были оснащены дополнительными нефтяными форсунками.
Силовая установка была рассчитана на мощность 19 000 лошадиных сил (14 000 кВт), кроме Майнц, силовая установка которого имела мощность 20 200 л. с. (15 100 кВт). Максимальная скорость кораблей составила 25,5 узлов (47,2 км / ч); «Майнца» имел скорость на полузла больше (26). Все четыре корабля превысили эти цифры на ходовых испытаниях, развив ход свыше 26 узлов (48 км / ч). Полный запас угля на «Кольберге» был 970 тонн, после 1916 года добавлено 115 тонн нефти. Максимальная дальность составила около 3250 морских миль (6020 км) на ходу 14 узлов (26 км / ч). «Майнц» имел 1010 тонн угля, что позволило пройти 3630 морских миль (6720 км) на крейсерской скорости. «Кёльн» имел 960 тонн, «Аугсбург» — 940 т угля: их дальность на крейсерской скорости 3500 морских миль (6500 км).
Сравнительные испытания показали успех двухвальной установки — крейсер «Майнц», развив на испытаниях наибольшую мощность 22 040 л. с., на одном из проходов развил скорость 27,2 узла, при этом его установка была и наиболее экономичной.

## Служба
После ввода в эксплуатацию «Кольберг», «Майнц» и «Кёльн» были приписаны ко 2 разведывательной группе, входящей разведывательные силы Флота открытого моря. «Аугсбург» использовался в качестве учебного корабля для торпедных расчетов и артиллеристов. На «Кёльне» держал флаг контр-адмирал Леберехт Маас.
Крейсера данного типа активно использовались в годы Первой мировой войны. «Майнц» и «Кёльн» погибли 28 августа 1914 года в сражении в Гельголандской бухте в бою с британскими крейсерами.
«Кольберг» продолжал служить в разведывательных силах в Северном море, принял участие в набеге на Скарборо, Хартлпул и Уитби в декабре 1914 года, где он установил минное поле у побережья Великобритании, и в сражении у Доггер-банке в январе 1915 года. В Доггер-банке он сделал первые выстрелы — и добился первых попаданий — в бою по крейсеру HMS Aurora.
«Аугсбург» же был активно задействован в Балтийском море; в июне 1915 года он участвовал в минной операции в Финском заливе, в результате которой был потерян минный заградитель SMS Albatross.
Затем «Кольберг» перешёл на Балтике во время битвы в Рижском заливе в августе 1915 года. Во время операции Кольберг и линейный крейсер Von der Tann бомбардировали русские позиции на Утё, в то время как «Аугсбург» вошел в залив с линкором Posen, где они потопили одну канонерскую лодку и повредили другую. К 19 августа опасность британских и русских подводных лодок в заливе побудила немцев отступить. «Аугсбург» участвовал в еще одной неудачной попытке форсировать залив в конце 1916 года. Оба корабля участвовали в операции «Альбион», еще одном крупномасштабном наступлении на Рижский залив в октябре 1917 года. Корабли были задействованы в различных операциях, включая траление мин и прикрытие для линкоров König и Kronprinz, пока они уничтожали русское сопротивление в заливе. Десант с «Кольберга» также высадились на одном из островов, чтобы уничтожить русскую артиллерийскую батарею.
Оставшиеся корабли после окончания войны по репарациям переданы Франции и Японии.

## Список кораблей типа
| Наименование | Верфь-строитель          | Дата закладки | Дата спуска на воду | Дата вступления в состав флота | Дата вывода из состава флота/гибели | Судьба |
| ------------ | ------------------------ | ------------- | ------------------- | ------------------------------ | ----------------------------------- | --- |
| SMS Kolberg  | Schichau, Данциг         | 1908          | 14 ноября 1908      | 21 июня 1910                   | 28 апреля 1920                      | Передан ВМС Франции, назван «Кольмар», разобран на металл в 1929 году                                                                             |
| SMS Mainz    | AG Vulcan, Штеттин       | 1907          | 23 января 1909      | 1 октября 1909                 | 28 августа 1914                     | Погиб в сражении в Гельголандской бухте |
| SMS Cöln     | Kaiserliche Werft Данциг | 1908          | 5 июня 1909         | 16 июня 1911                   | 28 августа 1914                     | Погиб в сражении в Гельголандской бухте |
| SMS Augsburg | Kaiserliche Werft, Киль  | 1908          | 10 июля 1909        | 1 октября 1910                 | 3 сентября 1920                     | Передан флоту Японии, разобран на металл в 1922 году В 2017 году в районе острова Матуа найден затонувшим экспедицией Министерства обороны России |

Всё по

## Оценка проекта
| ТТХ турбинных крейсеров          |                                                           |                                     |                                                     |                                         |                                                      |                                          |
| Характеристики                   | «Кольберг»                                                | «Адмирал Шпаун»                     | «Бристоль»                                          | «Бланш»                                 | «Дрезден»                                            | «Честер»                                 |
| Год закладки                     | 1907                                                      | 1908                                | 1909                                                | 1908                                    | 1907                                                 | 1905                                     |
| Год ввода в строй                | 1909                                                      | 1910                                | 1910                                                | 1910                                    | 1908                                                 | 1908                                     |
| Размерения, м (Д×Ш×О)            | 130×14×5,36                                               | 130,6×12,8×5,3                      | 138,1×14,31×4,72                                    | 123,4×12,6×4,7                          | 118×13,4×5,3                                         | 129×14,3×5,1                             |
| Водоизмещение, т                 | 4362                                                      | 3500                                | 4876                                                | 3404                                    | 3664                                                 | 3810                                     |
| Вооружение                       | 12 — 10,5-см, 4 — 5,2-см, ТА 2×1 — 45-см                  | 7 — 10-см, 1 — 4,7-см               | 2 — 152-мм, 10 — 102-мм, 4 — 47-мм, ТА 2×1 — 450-мм | 10 — 102-мм, 4 — 47-мм, ТА 2×1 — 533-мм | 10 — 10,5-см, 8 — 5,2-см, ТА 2×1 — 45-см             | 2 — 127-мм, 6 — 76,2-мм, ТА 2×1 — 533-мм |
| Бронирование, мм                 | Палуба — 20 — 40, скосы — 50 — 80, щиты — 50, рубка — 100 | Палуба — 20 , пояс — 60, рубка — 50 | Палуба — 19...51, рубка — 76,2                      | Палуба — 38, рубка — 102                | Палуба — 20 — 30, скосы — 50, щиты — 50, рубка — 100 | Палуба — 25, пояс — 51                   |
| Энергетическая установка, л. с.  | ПТ, 19 000                                                | ПТ, 25 130                          | ПТ, 22 000                                          | ПТ, 18 000                              | ПТ, 15 000                                           | ПТ, 16 000                               |
| Дальность плавания, морские мили | 3500 на 14 узлах                                          | 4200 на 10 узлах                    | 5070 на 10 узлах                                    | 3189 на 10 узлах                        | 3500 на 14 узлах                                     |                                          |
| Проектная скорость, узлов        | 25,5                                                      |                                     | 25                                                  | 24,5                                    | 24                                                   | 24                                       |
| Максимальная скорость, узлов     | 26,3 — 26,8                                               | 27,07                               | 26,84                                               | 25,67                                   | 25,2                                                 | 26,52                                    |

## Сноски
1. ↑  Все данные на момент вступления в строй
2. ↑  По немецкой классификации того времени — малые крейсера (нем. Kleiner Kreuzer)
3. ↑  В некоторых источниках упоминаются как крейсера типа «Майнц»
4. ↑  Фактически в японском флоте не служил
5. ↑  Для британских и американских кораблей в источниках водоизмещение даётся в длинных тоннах, поэтому оно пересчитано в метрические тонны